# Upplands runinskrifter 568
Upplands runinskrifter 568 är en vikingatida runsten av sandsten som funnits i prästgården, Lohärads socken och Norrtälje kommun. De bevarade fragmenten av stenen förvaras nu i Erikskulle museum och hembygdsgård. Runstenen fanns förut i prästgården i Lohärad där den har legat i bakugnsmuren delad i två stycken.
Det fragment, se bilden, som förut hade signumet Upplands runinskrifter 569 utgör en del av U 568. Det återfanns ungefär år 1920 i en mur vid prästgården. De två övriga bevarade fragmenten av U 568 återfanns 1961 och 2013.

## Inskriften
Translitterering av runraden:
... þin... iftiʀ : sikualta : sun (:) ... [aftir bonta sin] ...-iʀ ·
Normalisering till runsvenska:
... þenn[a] æftiʀ Sigvalda, sun ... æftiʀ bonda sinn ...
Översättning till nusvenska:
... denna ... efter Sigvalde, [sin] son, ... efter sin make ...
Stenen har en mycket karakteristisk ornamentik som påminner om U 579 som kan vara utförd av samme ristare. Utformningen av rundjurets huvud, med en trekantig palmett kan vara inspirerad av U 35.

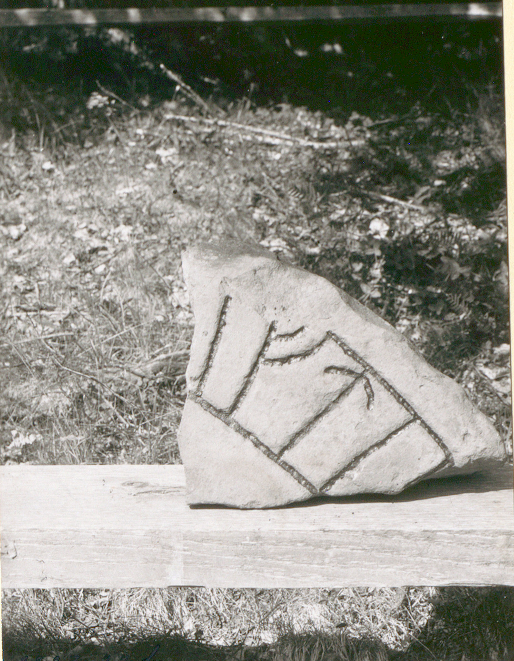
Fragmentet som förut hade signum U 569